# Neonectria macroconidialis
Neonectria macroconidialis är en svampart som först beskrevs av Samuels & Brayford, och fick sitt nu gällande namn av Seifert 2003. Neonectria macroconidialis ingår i släktet Neonectria och familjen Nectriaceae.   Inga underarter finns listade i Catalogue of Life.